# Capelle-lès-Hesdin
Capelle-lès-Hesdin település Franciaországban, Pas-de-Calais megyében. Lakosainak száma 491 fő (2022. január 1.). Capelle-lès-Hesdin Marconnelle, Mouriez, Bouin-Plumoison, Brévillers, Guigny és Hesdin-la-Forêt községekkel határos.

## Népesség
A település népességének változása:
| Lakosok száma | 443  | 456  | 480  | 485  | 499  | 505  | 507  | 508  | 491  |
|               | 2013 | 2015 | 2016 | 2017 | 2018 | 2019 | 2020 | 2021 | 2022 |